# 阿维莱尔圣克鲁瓦
阿维莱尔圣克鲁瓦（法語：Avillers-Sainte-Croix）是法国默兹省的一个市镇，属于凡尔登区（Verdun）沃厄夫尔地区弗雷斯内县（Fresnes-en-Woëvre）。该市镇总面积5.5平方公里，2009年时的人口为62人。

## 人口
阿维莱尔圣克鲁瓦人口变化图示